# 제1회 한일 프로야구 슈퍼게임
제1회 한일 프로야구 슈퍼게임은 KBO와 일본 야구 기구(NPB)가 공동 추진하고, 주니치 신문사의 주최로 1991년 11월 2일부터 11월 10일까지 모두 6차전의 일정으로 열린 대회이다. 이 대회는 한국프로야구 10주년과 한·일 국교 정상화 25주년을 기념하기 위해 열린 대회이기도 하다.

## 출전 선수 명단

### 한국 야구 위원회(KBO)
- 감독 : 김응용 (해태)
- 코치 : 강병철 (롯데), 김인식 (쌍방울)
- 투수 : 선동열, 이강철 (이상 해태), 송진우, 한용덕 (이상 빙그레), 윤학길, 박동희 (이상 롯데), 정명원, 최창호 (이상 태평양), 김용수 (LG), 조규제 (쌍방울)
- 내야수 : 김성한, 한대화 (이상 해태), 장종훈 (빙그레), 김용국, 류중일 (이상 삼성), 김민호, 박정태 (이상 롯데), 김기태 (쌍방울), 김형석 (OB)
- 외야수 : 이순철, 이호성 (이상 해태), 이정훈 (빙그레), 장효조 (롯데)
- 포수 : 장채근 (해태), 이만수 (삼성)

## 경기 결과

### 1차전
11월 2일 - 도쿄 돔
| 팀 | 1 | 2 | 3 | 4 | 5 | 6 | 7 | 8 | 9 | R | H  | E |
| KBO | 0 | 0 | 0 | 2 | 0 | 0 | 0 | 1 | 0 | 3 | 9  | 2 |
| NPB | 1 | 0 | 1 | 1 | 2 | 2 | 0 | 1 | X | 8 | 14 | 1 |
| 승리 투수: 시바타 패전 투수: 박동희 홈런: KBO – 김성한(8회 솔로) NPB – 아키야마(5회 솔로), 오치아이(5회 솔로) |   |   |   |   |   |   |   |   |   |   |    |   |

한·일 프로야구 올스타간의 첫 맞대결인 슈퍼게임 1차전 선발로 한국팀에서는 롯데의 박동희가, 일본팀에서는 요미우리의 구와타가 출전했다. 한국의 1회 공격은 무사 1루 상황을 살리지 못한 채 마무리된 반면, 일본은 오치아이의 우익수 방향 적시타로 먼저 1점을 따냈고, 이어 3회에 아키야마의 적시타로 한점 더 달아났다. 한국은 4회에 김형석의 중견수 방향 적시타와 대타로 기용된 김기태의 추가 타점으로 동점을 만드는 데 성공했다.
그러나 일본은 이어진 공격에서 오카자키의 적시타로 바로 1점 달아났고, 5회말에는 아키야마와 오치아이가 바뀐 투수인 조규제로부터 백투백 홈런을 때려내며 점수 차는 3점차로 벌어졌다. 이어서 6회 공격때엔 대타 요시무라의 2타점 적시타로 인해 승부는 사실상 일본 쪽으로 기울었다. 한국은 8회초에 김성한이 좌측 담장을 넘기는 솔로 홈런으로 1점을 만회했지만, 일본은 이어진 공격에서 아이코가 1타점 2루타를 치면서 마무리되었다.
이 시합에서 일본 선발인 구와타는 3이닝동안 2피안타 3탈삼진 무실점으로 선전해 요미우리의 에이스임을 다시한번 입증하였고, 반면에 한국 선발이었던 박동희는 4이닝 7피안타 3실점으로 패전투수가 되었다.

### 2차전
11월 3일 - 요코하마 스타디움
| 팀                                                                           | 1 | 2 | 3 | 4 | 5 | 6 | 7 | 8 | 9 | R | H  | E |
| NPB                                                                          | 0 | 1 | 3 | 0 | 0 | 2 | 2 | 0 | 0 | 8 | 12 | 1 |
| KBO                                                                          | 0 | 0 | 0 | 0 | 1 | 1 | 0 | 0 | 0 | 2 | 7  | 1 |
| 승리 투수: 미야모토 패전 투수: 윤학길 홈런: NPB – 히로사와(2회 솔로/7회 2점) |   |   |   |   |   |   |   |   |   |   |    |   |

요코하마로 장소를 옮겨 치러진 2차전에는 한국 선발은 윤학길이, 일본은 오카모토가 나섰다. 2회 일본은 히로사와의 솔로 홈런으로 1점을 선취해 앞서나가기 시작했고, 이어진 3회에는 다쓰나미의 2타점 적시타와 고마다의 후속타로 3점을 더 뽑아냈다. 한국은 5회말에 선두타자 류중일이 우익수 방향 3루타를 친데 이어 박정태의 좌익수방향 희생 플라이로 1점을 만회했지만, 이어진 6회초에서 일본의 후루타의 1타점 3루타와 이어 나온 노무라의 적시타로 2점을 더 만들어냈다.
한국은 6회말에 류중일의 적시타로 1점을 따라붙었지만, 7회초 일본 공격에서 히로사와가 조규제로부터 2점 홈런을 치면서 한국은 1차전에 이어 다시한번 패배를 하게 된다. 한국은 선발 윤학길이 2⅓이닝 5피안타 4실점 3자책점으로 무너졌고, 중심타선이 무안타로 침묵하는 등 완패를 당하고 말았다.

### 3차전
11월 4일 - 고시엔 구장
| 팀                                                                                 | 1 | 2 | 3 | 4 | 5 | 6 | 7 | 8 | 9 | R | H | E |
| KBO                                                                                | 1 | 0 | 0 | 1 | 0 | 0 | 0 | 0 | 0 | 2 | 6 | 0 |
| NPB                                                                                | 0 | 0 | 0 | 0 | 0 | 0 | 5 | 0 | 0 | 5 | 9 | 1 |
| 승리 투수: 사사키 패전 투수: 송진우 홈런: KBO – 이정훈(1회 솔로), 김성한(4회 솔로) |   |   |   |   |   |   |   |   |   |   |   |   |

한국 선발인 송진우가 6이닝동안 2피안타 8탈삼진으로 일본 타선을 완벽히 틀어막는동안 타선은 1회초 선두타자인 빙그레 소속 이정훈의 기선제압 솔로 홈런과 4회에 터진 해태 김성한의 솔로 홈런으로 2점을 빼앗아 내며, 기분 좋게 앞서나가고 있었다.
그러나 7회 일본은 1사 1루 상황에서 아라이의 안타를 시작으로 6연속 안타를 몰아치기 시작했다. 아라이에 이어 다이호에게 우중간 적시 2타점 2루타를 맞으며 순식간에 실점을 허용했다. 한국 벤치는 투수를 김용수로 교체했으나 야기에게 후속타를 맞으며 점수를 내주었고, 이어서 등판한 정명원도 대타 가와마타에게 허용한 2타점 적시타를 포함해 연속 3안타를 내주며 7회에만 타자 일순 10타자를 상대하며 5점을 빼앗기고 말았다.
한국 선발투수 송진우는 1회 3번 타자와 2회 4,5,6번 타자를 상대로 연속 삼진을 잡으며 눈부신 호투를 선보였다. 특히 일본의 4번 타자인 오치아이를 상대로 삼진을 2개나 잡으면서 호투하면서 삼진 퍼레이드가 빛을 냈다.

### 4차전
11월 6일 - 후지이데라 구장
| 팀                                                                              | 1 | 2 | 3 | 4 | 5 | 6 | 7 | 8 | 9 | R | H  | E |
| NPB                                                                             | 1 | 0 | 0 | 0 | 0 | 0 | 0 | 0 | 0 | 1 | 8  | 0 |
| KBO                                                                             | 0 | 0 | 0 | 1 | 1 | 2 | 0 | 3 | X | 7 | 10 | 2 |
| 승리 투수: 한용덕 패전 투수: 가사이 세이브: 박동희 홈런: KBO – 김성한(4회 솔로) |   |   |   |   |   |   |   |   |   |   |    |   |

3패로 절대적 열세와 한국 언론의 비난에 몰린 한국프로야구 대표팀은 4차전 선발로 한용덕을 내세우며 첫 승리를 거두게 된다. 한용덕은 1회 일본 공격때 이시이에게 1타점을 내주며 실점했지만, 이후 6이닝동안 일본 타선을 잘 막아내었다. 그사이 한국은 4회에 터진 김성한의 대회 통산 3호 솔로 홈런을 시작으로 5회에는 김용국의 적시타로 역전에 성공한다.
6회에는 김성한이 2루타를 치며 2루에 나가있었던 이정훈을 불러들였고, 이후 이호성이 적시타를 치면서 한점을 더 뽑아냈다. 한국의 8회 공격때는 김기태의 1타점 적시타와 이어진 기회에서 이호성이 1타점을 추가하는 등 3점을 더 보태며 승부에 쐐기를 박았다.
한국 선발 한용덕은 6이닝동안 6안타를 허용했지만 1실점만을 하며 승리투수가 되었고, 타선에서는 김성한이 홈런을 포함하여 4타수 3안타 2타점으로 맹활약했다. 이로써 한국은 이번 대회에서 첫 승리를 거두게 되었다.

### 5차전
11월 9일 - 나가라가와 구장
| 팀                                                                 | 1 | 2 | 3 | 4 | 5 | 6 | 7 | 8 | 9 | R | H | E |
| KBO                                                                | 0 | 1 | 0 | 2 | 0 | 1 | 4 | 0 | 0 | 8 | 9 | - |
| NPB                                                                | 0 | 0 | 0 | 0 | 0 | 0 | 0 | 0 | 0 | 0 | 6 | - |
| 승리 투수: 송진우 패전 투수: 야마모토 홈런: KBO – 장종훈(6회 솔로) |   |   |   |   |   |   |   |   |   |   |   |   |

앞선 시합의 승리로 분위기가 한껏 달아오른 한국팀은 5차전에 선동열을 선발투수로 등판시켜 연승을 노렸다. 선동열은 당시 부상중이었음에도 불구하고 3이닝동안 일본 타선을 완벽한 피칭으로 막아내면서 한국의 에이스다운 면모를 보였다. 타선은 2회에 이순철의 적시타로 1점을 먼저 따내며 앞서나갔고, 4회에 이순철이 1타점 3루타와 일본 투수 가사하라의 폭투 때 홈을 밟으며 2점을 추가해냈다.
6회에는 장종훈이 좌측방향으로 장외 솔로 홈런을 날리며 1점을 또 추가했다. 7회에 찾아온 무사 만루 상황에서 이정훈이 2타점 적시 2루타를 때려냈고, 계속된 1사 2,3루 상황에서 이순철의 2타점 적시타로 승부에 쐐기를 박았다.
이날 선발투수인 선동열은 3이닝 2피안타 5탈삼진 무실점을 기록했다. 특히 선동열은 1회 4번타자 오치아이를 시작으로 3회 8번타자까지 5연속 탈삼진을 잡는 활약을 보였다. 부상중이었기 때문에 자진강판한 선동열을 대신해 올라온 송진우는 6이닝동안 4피안타 5탈삼진 무실점으로 일본 타선을 막으면서 이날의 승리투수가 되었다.

### 6차전
11월 10일 - 나고야 구장
| 팀                                                                                | 1 | 2 | 3 | 4 | 5 | 6 | 7 | 8 | 9 | R | H | E |
| NPB                                                                               | 0 | 0 | 1 | 0 | 0 | 0 | 0 | 1 | 0 | 2 | 7 | 0 |
| KBO                                                                               | 0 | 0 | 0 | 0 | 0 | 0 | 1 | 0 | 0 | 1 | 7 | 1 |
| 승리 투수: 사사오카 패전 투수: 김용수 세이브: 모리타 홈런: NPB – 노무라(8회 솔로) |   |   |   |   |   |   |   |   |   |   |   |   |

한국의 목표 승수였던 2승을 모두 챙긴 한국 대표팀은 편안하게 최종전인 6차전에 임했다. 한국은 그동한 단 한경기도 등판하지 않은 이강철을 선발투수로 등판시켰다. 이강철은 3회에 다카기에게 2루타를 허용하면서 바로 강판당했고, 이어 등판한 태평양의 최창호가 다쓰나미에게 적시타를 허용하며 먼저 1점을 내주었다.
이후 '0'의 행진이 계속되었고, 한국이 7회말에 그 행진을 깬다. 앞선 5경기동안 이렇다 할 활약을 보이지 못했던 김민호가 적시타를 터뜨리며 동점을 이루었다. 그러나 이어진 상황에서 김민호는 한대화의 안타때 홈까지 파고들었지만 태그아웃당하며 역전에는 실패한다. 일본은 바로 이어진 8회초에 노무라가 김용수를 상대로 결승 솔로 홈런을 치면서 일본이 최종전을 승리로 장식했다.